# 벌라주 벨러

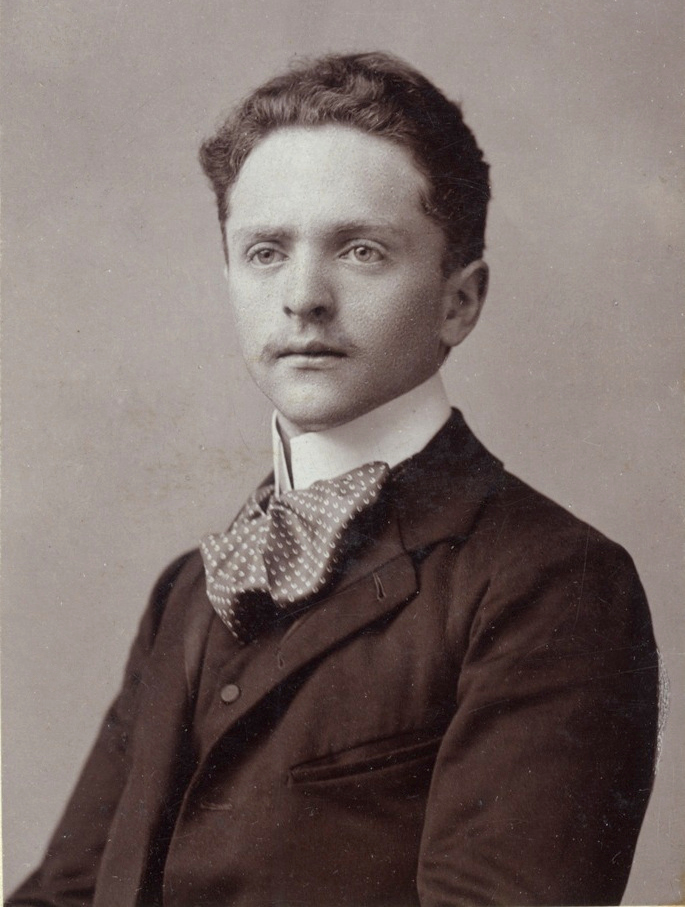
1910년대 모습

벌라주 벨러(헝가리어: Balázs Béla, 헝가리어: [ˈbɒlaːʒ ˈbeːlɒ], 본명: 버우에르 헤르베르트 벨러(Bauer Herbert Béla), 1884년 8월 4일 ~ 1949년 5월 17일)는 헝가리 영화 평론가, 미학자, 작가이자 유대인 유산의 시인이었다. 형식주의 영화 이론의 지지자였다.

## 선별된 작품
- Modern Marriages (1924)
- Madame Wants No Children (1926)
- One Plus One Equals Three (1927)
- The Girl with the Five Zeros (1927)
- Grand Hotel (1927)
- Doña Juana (1927)
- Sunday of Life (1931)